# Severus Sever
Severus Sever, slovenski rimskokatoliški duhovnik frančiškan in nabožni pisatelj, * (?) 1735, Kranjska, † 31. avgust 1783, Jastrebarsko, Hrvaška.
Podatki o Severjevem šolanju niso znani. Znano pa je, da je 1753 vstopil v frančiškanski red in vsaj nekaj let živel v Ljubljani. Iz starih listin pa je razvidno, da je 1778 že bival v Jastrebarskem ter bil tam pridigar in učitelj novincev. V slovenščino je prevedel protijanzenistično knjižico o križevem potu Leonarda da Porto Maurizia z naslovom Pot svetiga Križa (Lj. 1762).